# Mínimos quadrados generalizados
Nota: não confunda com o método dos momentos generalizado (GMM).
Em Econometria, o método dos mínimos quadrados generalizados (GLS, na sigla em inglês) é uma técnica para estimar parâmetros desconhecidos num modelo de regressão linear. O método GLS é aplicado quando a variância dos erros não é a mesma (heteroscedasticidade), ou quando há certa correlação entre os resíduos. Nestes casos, o método dos mínimos quadrados ordinários pode ser estatisticamente ineficiente ou mesmo viesado. O GLS foi inicialmente descrito por Alexander Aitken em 1934.

## Hipóteses do modelo
Seja o modelo na forma matricial
{\displaystyle Y=X\beta +\varepsilon }
Assumimos que
{\displaystyle E\left[\varepsilon |X\right]=0}
{\displaystyle E\left[\varepsilon \varepsilon ^{T}|X\right]=\sigma ^{2}\Omega }, onde {\displaystyle \Omega } é uma matriz positiva definida. No caso especial em que temos mínimos quadrados ordinários, {\displaystyle \Omega =I}, a matriz identidade.
Esta última hipótese é bem genérica, ou seja, inclui muitos casos. Por exemplo, no caso de heteroscedasticidade, teremos
{\displaystyle \sigma ^{2}\Omega =\sigma ^{2}{\begin{bmatrix}a_{11}&0&\cdots &0\\0&a_{22}&\cdots &0\\\vdots &\vdots &\ddots &\vdots \\0&0&\cdots &a_{nn}\end{bmatrix}}={\begin{bmatrix}\sigma _{11}^{2}&0&\cdots &0\\0&\sigma _{22}^{2}&\cdots &0\\\vdots &\vdots &\ddots &\vdots \\0&0&\cdots &\sigma _{nn}^{2}\end{bmatrix}}}
Se tivermos, por outro lado, autocorrelação, mas não heteroscedasticidade, teremos:
{\displaystyle \sigma ^{2}\Omega =\sigma ^{2}{\begin{bmatrix}1&a_{1}&\cdots &a_{n-1}\\a_{1}&1&\cdots &a_{n-2}\\\vdots &\vdots &\ddots &\vdots \\a_{n-1}&a_{n-2}&\cdots &1\end{bmatrix}}}

## Variância do estimador
A variância do estimador {\displaystyle {\hat {\beta }}^{GLS}} é dada por
{\displaystyle Var\left({\hat {\beta }}^{GLS}\right)=\left[X^{T}X\right]^{-1}X^{T}}{\displaystyle \sigma ^{2}\Omega X\left[X^{T}X\right]^{-1}}